# Ciriaco González Rodríguez
Ciriaco González Rodríguez (Peñaranda de Bracamonte, Salamanca, España; 23 de marzo de 1883 – Buenos Aires, Argentina; 8 de octubre de 1917) fue un notable maestro español de Esgrima. Profesor de armas del Jockey Club de Buenos Aires.

## Historia
Ciriaco fue uno de dieciséis hijos de Manuel González e Isidra Rodríguez. Nació en Peñaranda de Bracamonte (provincia de Salamanca), ciudad de donde también eran naturales sus padres y abuelos. A los 3 años la familia decidió mudarse a La Coruña donde se crio y vivió hasta sus 12 años de edad. Luego volvieron a cambiar de ciudad, en este caso hacia la capital. En Madrid pasó su adolescencia y conoció su pasión por la esgrima.
El tirador zurdo se formó en la sala de armas del ilustre maestro D. Adelardo Sanz, creador de la escuela española moderna de esgrima.  Allí practicó la esgrima diplomándose de profesor en el año 1903 en Madrid. Años más tarde Ciriaco se convertiría en un reconocido discípulo de Adelardo Sanz. Se casó en 1906 y luego emigró a Buenos Aires a finales de ese mismo año para representar a la Escuela Española de Esgrima en América.

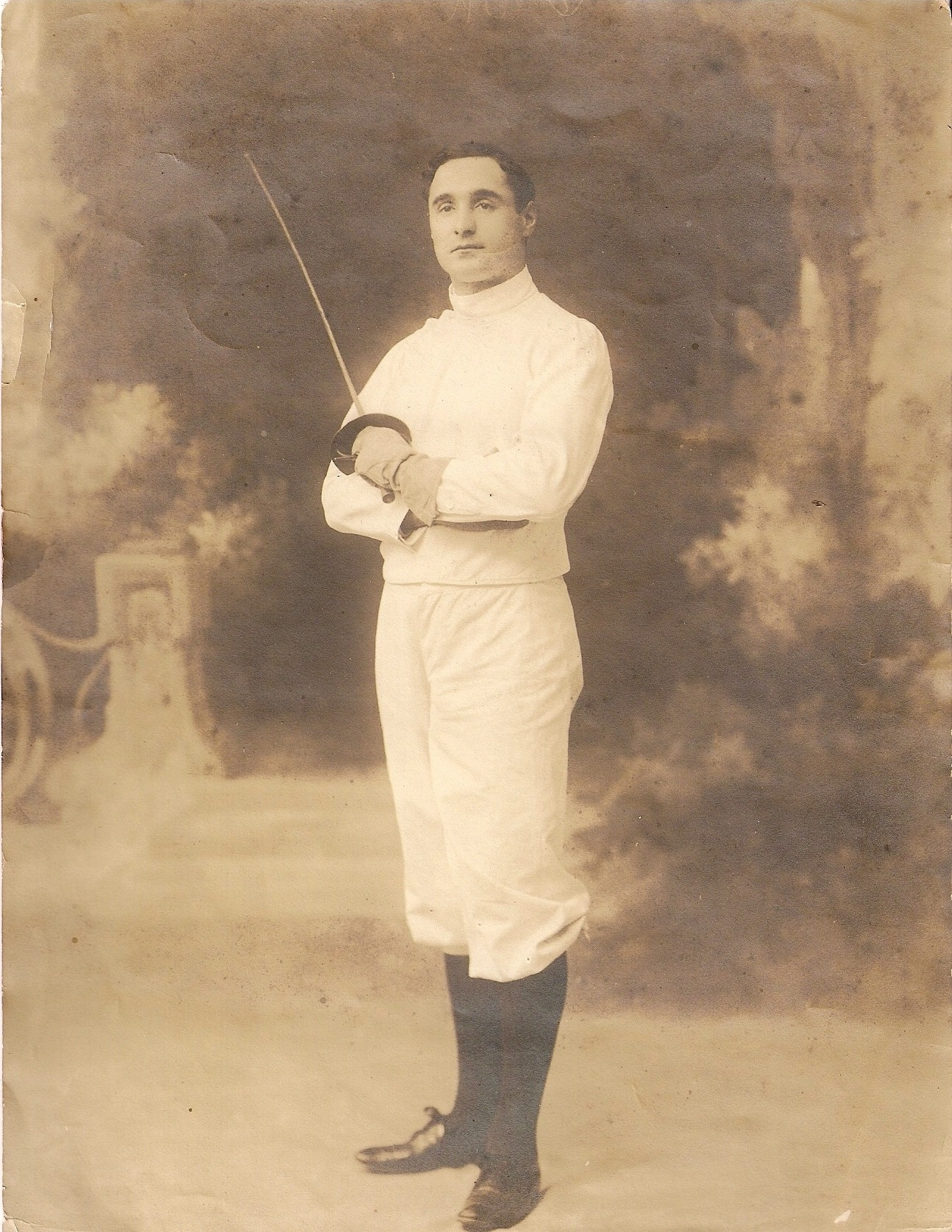
Ciriaco posando con su arma

El profesor Ciriaco Gonzalez tuvo oportunidad de “cruzar su hierro” y sostener lúcidos asaltos con la mayoría de los maestros de armas argentinos y con célebres campeones extranjeros: Eugenio Pini, Lucien Merignac, Alphonse Kirchhoffer, Antonio Conte, Greco y Gandini, entre otros.
En Argentina además fue maestro en las salas de armas del Jockey Club, Círculo de Armas y el Círculo Valenciano. También integró la Sociedad Sportiva Argentina.
Falleció en la ciudad de Buenos Aires en octubre de 1917, a los 34 años.

## La Escuela Española Moderna de Esgrima
Hacia comienzos del siglo XX, el gran maestro español Adelardo Sanz creó la denominada Escuela Española moderna de Esgrima. Por su sala de armas de Madrid, instalada en el número 9 de la Puerta del Sol, desfilaron numerosos alumnos. Allí se hicieron magníficos tiradores Ciriaco González, Ángel Lancho, Pacheco y, más tarde, Manolo Fernández, que llegaron a ser formidables esgrimidores.
Dos de los máximos exponentes de la escuela han sido sus principales discípulos de la época, Ciriaco González quien emigraría a América de joven y Ángel Lancho un talentoso español quien se destacaría y desarrollaría su carrera en Europa. 
En 1903 Ciriaco y su compañero Ángel Lancho lanzaron un reto a todos los esgrimistas españoles apostando 5000 pesetas, reto que nadie levantó.

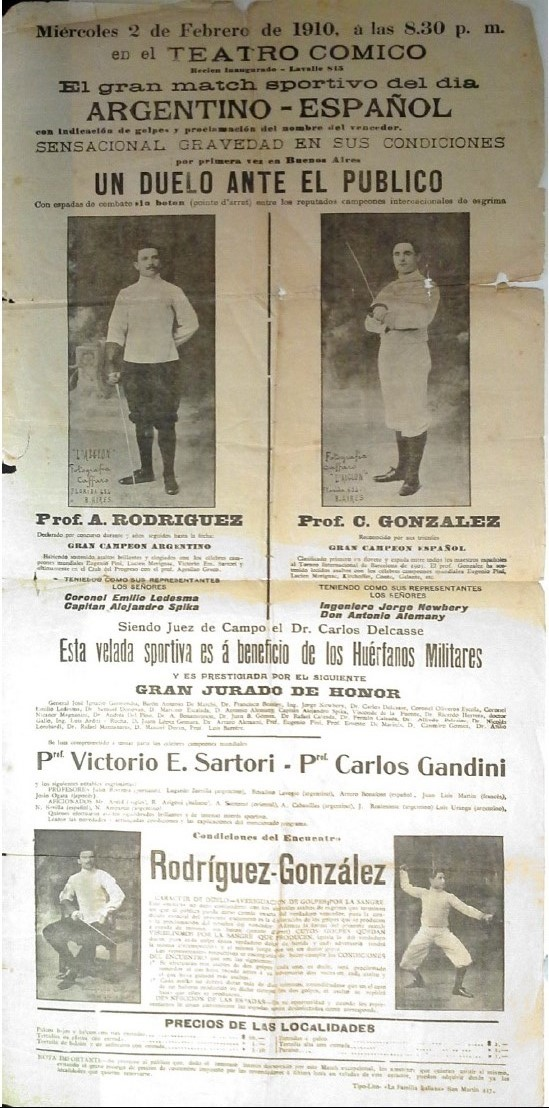
Afiche publicitario del match sportivo argentino-español entre el Prof. Aniceto Rodríguez y el Prof. Ciriaco Gonzalez. Teatro Cómico de Buenos Aires, 2 de febrero de 1910

## Palmarés y Combates destacados
1905, junio. Torneo Internacional de Barcelona: clasificado primero en florete y espada entre todos los maestros españoles.
1907, mayo. En Argentina, se enfrentó y venció en un asalto al célebre tirador italiano Eugenio Pini. 
1907, agosto. en el salón Prince George´s Hall de la ciudad de Buenos Aires. Match-revancha en el que venció al profesor de esgrima y maestro francés, Lucien Merignac.
1907/1910, Encuentro entre Ciriaco Gonzalez y el Prof Victor Sartori.
1910, febrero. Asalto con el Profesor argentino Sr. Aniceto Rodríguez (discípulo de Pini y campeón en la Argentina desde el año 1902). Match a espada con punta de arresto de cinco milímetros y en camiseta. El encuentro se desarrolló en el Teatro Cómico de la ciudad de Buenos Aires. Teniendo Ciriaco como sus representantes del combarte al Ingeniero Jorge Newbery y Antonio Alemany. El resultado del match fue de cinco golpes dados por Ciriaco González y solamente dos recibidos.